# Gilbert de Sempringham
Gilbert de Sempringham (Sempringham, prop de Bourne, ca. 1083 - 4 de febrer de 1189) va ser un sacerdot anglès, fundador de l'orde monàstic dels gilbertins, l'únic orde religiós nascut a la Gran Bretanya. Va ser proclamat sant per Innocenci III poc després de la seva mort.

## Biografia

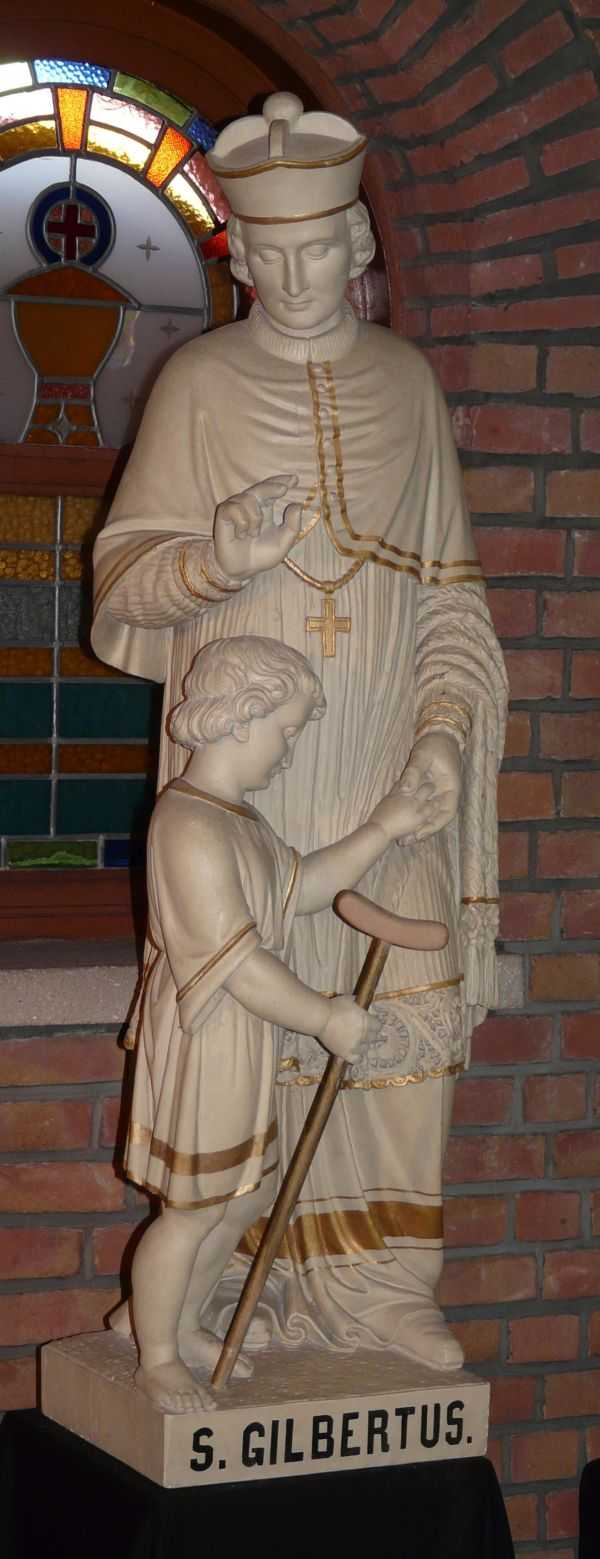
Escultura a Essen (Bèlgica), s. XIX.

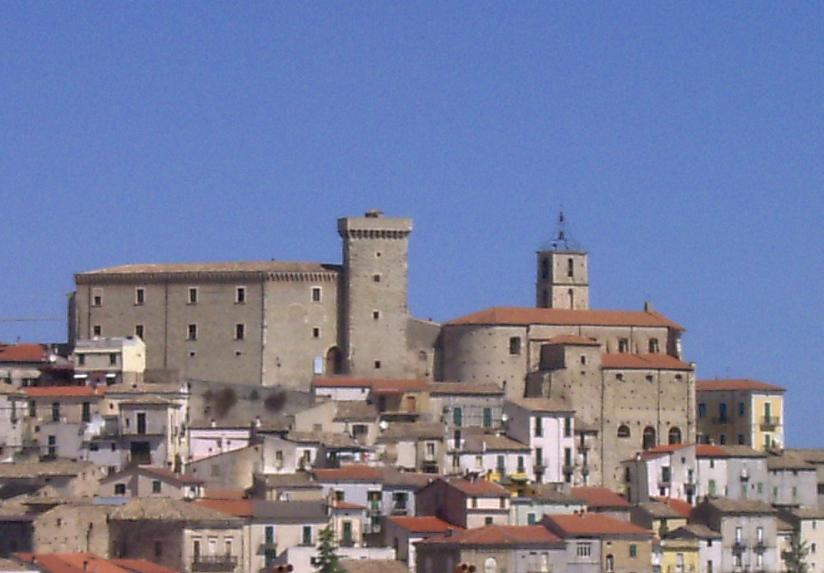
Casoli, l'església de la qual guarda les relíquies del sant.

Gilbert nasqué al si d'una família d'origen normand (el seu pare, Jocelyn, era un cavaller que va acompanyar a Anglaterra Guillem el Conqueridor). El seu pare va voler qu seguís la carrera eclesiàstics, potser perquè una deformitat física li impediria fer-ne la militar; va ser enviat a França per completar els seus estudis de teologia, a l'Abadia de Mont Saint-Michel i la Universitat de París, on va restar uns anys com a professor. En tornar a Anglaterra, cap al 1120, va dedicar-se a l'ensenyament, fundant una escola per a nens i nenes. Va entrar al servei del bisbe de Lincoln (Anglaterra) i va rebre els ordes menors de Robert Bloet i l'ordenació sacerdotal del seu successor Alexander, que el nomenà penitenciari de la diòcesi.
El 1130 el seu pare va morir i Gilbert va tornar a Sempringham, on havia heretat les finques familiars, emprant-les per al seu projecte de fundació d'un orde religiós. Diverses comunitats, 26 convents, monestirs i missions havien estat fundades, amb homes i dones laics vivint en comunitat. Cap al 1148, va demanar l'ajut dels cistercencs per gestionar i assistir espiritualment aquestes comunitats, però els monjos de Cîteaux no van voler anar a Anglaterra per ajudar-lo, ja que no volien que hi hagués dones al si de la comunitat. Així, Gilbert va decidir de fundar un orde doble, on hi hauria monestirs de religioses de clausura que seguirien la regla dels cistercencs i comunitats masculines de canonges regulars, que seguirien la Regla de Sant Agustí, amb l'objectiu de portar la direcció espiritual de la comunitat femenina. Aquestes dues comunitats, com a comunitat doble, va conformar la primera comunitat de l'Orde dels Gilbertins, els estatus del qual van ser aprovats per Eugeni III en 1148 i confirmats per Adrià IV i Alexandre III.
Novament a França en 1147, Gilbert es va trobar, al capítol general de Cîteaux, amb el papa Eugeni III i Bernat de Claravall, amb qui va fer amistat per tota la vida. Tot i haver donat suport a Tomàs Becket en el seu conflicte amb Enric II d'Anglaterra, va ser trobat innocent, ja que el rei el tenia en gran estima. No va voler, tot i haver estat elegit, ésser ardiaca de la catedral de Lincoln (Anglaterra) ni bisbe de York: va preferir entrar com a monjo a l'orde que havia fundat, jurant obediència al superior, Roger, que havia estat deixeble seu. En una revolta dels germans llecs del seu orde, va rebre el suport del papa Alexandre III.
Morí ja molt gran i cec, als 106 anys, al monestir de Sempringham. L'orde comptava llavors amb tretze monestirs, nou d'elles dúplices i quatre només masculins, amb 700 religiosos i 1200 religioses. Quan va ser suprimit, per Enric VIII d'Anglaterra en 1538, l'orde tenia 26 monestirs.

## Veneració
Va ser inclòs al catàleg de sants en Anagni per Innocenci III, l'11 de gener de 1202. Els últims monjos gilbertins, expulsats, es van refugiar a Roma, portant-hi les relíquies del fundador: Pau IV els va donar el monestir de San Pancrazio di Roccascalegna i anys després l'últim monjo va portar les restes del sant a Altino, on va ser nomenat rector. En morir aquest, el nou rector les portà al seu poble, Casoli, on avui són venerades i d'on Sant Gilbert és el sant patró.